# Ermen (Adelsgeschlecht)

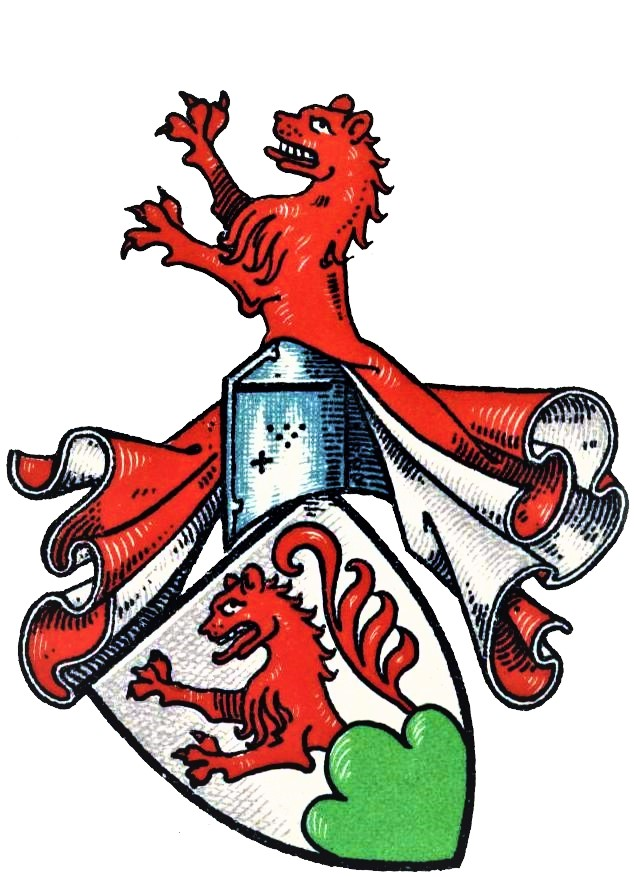
Wappen derer von Ermen im Wappenbuch des Westfälischen Adels

Ermen (auch: Ermene, Ermel o. ä.) ist der Name eines inzwischen erloschenen westfälischen Adelsgeschlechts.

## Geschichte
Der namensgebende Stammsitz des Geschlechts war Ermen, eine Bauerschaft der Stadt Lüdinghausen, wo die Familie die Burg Alrodt besaß. Fahne vermutet, dass die Familie eines Stammes mit den Dale ist. Godefrid von Ermene trug 1155 mit seinem Sohn Rütger einen Zehnt im Kirchspiel Coesfeld von Rabodo de Marka zum Lehen. Noch im Jahr 1163 kommt derselbe Godefried in Urkunden des Münsteraner Bischofs Friedrich II. von Are vor. Johann von Ermen und sein Sohn Albert waren 1400 Dienstleute des Abts von Werden. 1507 legte Bernt von Ermen, Burgherr zu Burg Alrodt, den Grundstein der Kirche St. Felizitas (Lüdinghausen). 1549 erscheint ein Wessel von Erme mit seiner Frau Joest.
Die Familie kommt noch 1554 vor.

## Wappen
Blasonierung: In Silber ein aus einem grünen Dreiberg hervorwachsender roter Löwe. Auf dem Helm der Löwe wachsend. Die Helmdecken sind rot-silbern.